# 1417 هـ
1417 هـ هي سنة في التقويم الهجري امتدت مقابلةً في التقويم الميلادي بين سنتي 1996 و1997.

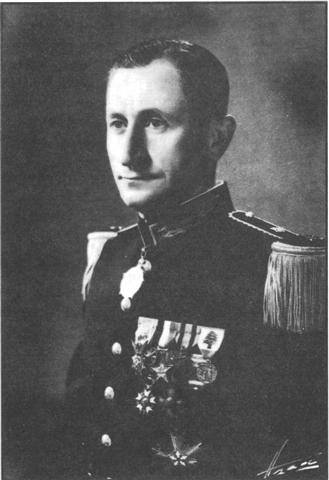
آرام قره مانوكيان

## مواليد
- إيمان بنت عبد الله الثاني
- سلطان العلي
- محمد خالد النصار

## وفيات
- آرام قره مانوكيان
- إبراهيم بوسحاقي
- إسماعيل بن محمد الأنصاري
- زكي الصراف
- سلمان الخاقاني
- عبد الحسن آل طفل
- عبد القادر بن بوعلي
- عبد الله العلايلي
- محمد البياتي
- محمد بن أحمد عبد الغني
- محمد بن فهد بن عبد الله آل سعود
- محمد عبد القادر عبد الله (خطاط)
- محمد علي مغربي
- عبد الفتاح أبو غدة
- عبد الله بن زيد آل محمود
- محمد الغزالي
- إدريس كنو
- محمد بن سليمان الجراح
- 25 رجب - عبد الحميد كشك - عالِم وداعية مسلم مصري.